# Spherillo scamnorum
Spherillo scamnorum là một loài chân đều trong họ Armadillidae. Loài này được Verhoeff miêu tả khoa học năm 1938.